# Rolandas Paksas
Rolandas Paksas (ur. 10 czerwca 1956 w Telszach) – litewski polityk, pilot, przedsiębiorca i samorządowiec. Mer Wilna (1997–1999, 2000), dwukrotny premier Litwy (1999, 2000–2001). Od 2003 do 2004 prezydent Litwy. Przewodniczący Związku Liberałów, założyciel i lider partii Porządek i Sprawiedliwość. Deputowany do Sejmu (2000–2003), poseł do Parlamentu Europejskiego VII i VIII kadencji.
Jest pierwszym europejskim prezydentem usuniętym z urzędu w trybie impeachmentu.

## Życiorys

### Wykształcenie i praca zawodowa
Po ukończeniu w 1974 szkoły średniej w Telszach studiował w Wileńskim Instytucie Inżynierii Budownictwa. Na tej uczelni w 1979 uzyskał tytuł zawodowy inżyniera. W 1984 został absolwentem akademii lotniczej w Leningradzie ze specjalnością inżynier pilot.
Od 1979 do 1985 pracował jako instruktor pilotażu, a następnie (do 1992) pełnił funkcję dyrektora wileńskiego aeroklubu. Jako pilot brał udział w lotniczych zawodach akrobatycznych, wchodził w skład reprezentacji Związku Radzieckiego i Litewskiej SRR. Kilkakrotnie zdobywał tytuły mistrza Litwy w akrobacjach lotniczych, dwukrotnie wywalczył mistrzostwo ZSRR, był również zwycięzcą konkursów międzynarodowych. Po odzyskaniu przez Litwę niepodległości dowodził oddziałem lotnictwa Ochotniczej Służby Obrony Kraju.
W latach 1992–1997 był prezesem przedsiębiorstwa budowlanego Restako.

### Działalność polityczna do 2003
W okresie ZSRR działał w Komunistycznej Partii Litwy. W połowie lat 90. został członkiem władz wileńskich struktur Związku Ojczyzny. W 1997 z ramienia tego ugrupowania wybrano go do rady miejskiej Wilna, a następnie powołano na stanowisko mera litewskiej stolicy.
Po rezygnacji ze stanowiska premiera złożonej przez Gediminasa Vagnoriusa Rolandas Paksas po raz pierwszy stanął na czele rządu, tworzonego przez konserwatystów i chadeków. Funkcję tę pełnił zaledwie przez kilka miesięcy w okresie od czerwca do października 1999. Podał się do dymisji i odszedł ze Związku Ojczyzny, motywując to swoim sprzeciwem wobec wynegocjowanej i popieranej przez jego partię umowy sprzedaży przedsiębiorstwa Mažeikių Nafta amerykańskiemu koncernowi „Williams Companies”.
Wkrótce opuścił Związek Ojczyzny, przeszedł do pozaparlamentarnego Litewskiego Związku Liberałów (LLS), obejmując przywództwo w tym ugrupowaniu. W 2000 powrócił na urząd mera Wilna. Zrezygnował z tego stanowiska w związku z objęciem mandatu posła na Sejm, uzyskanego w wyniku wyborów parlamentarnych w tym samym roku, w których jego partia zdobyła 30 miejsc (2. miejsce).
LLS zawarł koalicję z Nowym Związkiem Artūrasa Paulauskasa. 26 października 2000 Rolandas Paksas po raz drugi został premierem. Tym razem jego gabinet przetrwał osiem miesięcy. Odszedł z tego stanowiska 20 czerwca 2001 po tym, jak Nowy Związek wycofał swoich ministrów z rządu.
Zrezygnował następnie z członkostwa w Związku Liberałów, a w 2002 wraz ze swoimi zwolennikami założył Partię Liberalno-Demokratyczną, stając na czele tego ugrupowania.

### Prezydentura (2003–2004)
Rolandas Paksas wystartował w wyborach prezydenckich przeprowadzonych 22 grudnia 2002 i 5 stycznia 2003. W pierwszej turze otrzymał 19,66% głosów, zajmując drugie miejsce. Dwa tygodnie później pokonał ubiegającego się o reelekcję Valdasa Adamkusa, otrzymując poparcie 54,71% głosujących. Urzędowanie rozpoczął 26 lutego 2003.
30 października tego samego roku służby specjalne przedłożyły Sejmowi dokumenty, mające obciążać bliskich współpracowników prezydenta (w tym jego doradcę Remigijusa Ačasa) o związki z rosyjską mafią. Kilka dni później parlament powołał tymczasową komisję śledczą (z socjaldemokratą Aloyzasem Sakalasem na czele), a następnie specjalny komitet śledczy (kierowany przez sędziego Sądu Najwyższego) z udziałem posłów, przedstawicieli sądownictwa i prokuratury. 30 grudnia 2003 Sąd Konstytucyjny po rozpoznaniu wniosku Sejmu orzekł, że dekret Rolandasa Paksasa o nadaniu w trybie szczególnym obywatelstwa rosyjskiemu przedsiębiorcy, Jurijowi Borysowowi (będącemu jednym z głównych sponsorów prezydenckiej kampanii wyborczej mera Wilna) wydano z naruszeniem konstytucji i ustawy o obywatelstwie.
W lutym 2004 komitet śledczy sformułował sześć zarzutów wobec Rolandasa Paksasa. W marcu tego samego roku Sąd Konstytucyjny wydał opinię, w której uznał, że to Sejm rozstrzyga, czy działania prezydenta sprzeczne z prawem są wystarczające dla usunięcia go z urzędu. Ponadto za niezgodne z ustawą zasadniczą uznał trzy czyny prezydenta: 1) wskazane wyżej nadanie obywatelstwa w trybie nadzwyczajnym, 2) świadome ujawnienie Jurijowi Borysowowi informacji o toczącym się w jego sprawie śledztwie w tym o podsłuchiwaniu jego rozmów telefonicznych, 3) działanie na korzyść bliskich sobie osób w procesie prywatyzacyjnym (sprawa spółki akcyjnej „Žemaitijos keliai”). Sąd Konstytucyjny nie podzielił zasadności pozostałych zarzutów (m.in. dotyczących dyskredytowania autorytetu innych organów państwowych).
6 kwietnia 2004 Sejm przeprowadził ostatnie czynności w ramach procedury impeachmentu. W mowie końcowej Rolandas Paksas ponownie nie przyznał się do winy. Twierdził, że sprawa stanowi spisek elit i jest wynikiem politycznych manipulacji polityków, dla których był niewygodny. Sejm w tym samym dniu uznał zasadność każdego z trzech zarzutów wskazanych przez Sąd Konstytucyjny (za każdym z nich głosowało od 86 do 89 deputowanych), usuwając w konsekwencji prezydenta z zajmowanego urzędu. Obowiązki głowy państwa przejął przewodniczący parlamentu Artūras Paulauskas. Rolandas Paksas zarejestrował się jako kandydat w przedterminowych wyborach prezydenckich. Został jednak skreślony po znowelizowaniu przez Sejm (w maju 2004) ordynacji wyborczej, w wyniku której wprowadzono pięcioletni zakaz kandydowania dla osób usuniętych z urzędu prezydenta. Europejski Trybunał Praw Człowieka w orzeczeniu przeciwko Litwie ze skargi byłego prezydenta uznał, że pomimo znaczącego naruszenia litewskiej konstytucji stały i orzeczony bez możliwości odwołania zakaz kandydowania w wyborach krajowych stanowi zbyt surową sankcję.

### Działalność po odwołaniu
W 2004 Rolandas Paksas powrócił na stanowisko przewodniczącego liberalnych demokratów, zastępując Valentinasa Mazuronisa.
W 2005 przeciwko byłemu prezydentowi został wytoczony proces karny. W postępowaniu uznano jego winę co do stawianych zarzutów przy odstąpieniu od wymierzenia kary. 13 grudnia 2005 Sąd Najwyższy Republiki Litewskiej uchylił wyrok, uniewinniając Rolandasa Paksasa od sprawstwa przestępstw polegających na ujawnieniu tajemnicy państwowej, utrzymując go w części stwierdzającej winę w sprawie bezprawnego nadania obywatelstwa. Orzeczenie to zakończyło postępowanie w tej sprawie.
W 2006 doprowadził do zmiany nazwy LDP na Porządek i Sprawiedliwość. W wyborach samorządowych z 25 lutego 2007 ugrupowanie to uzyskało najwięcej mandatów w wileńskiej radzie miasta kadencji 2007–2011, z których jeden przypadł Rolandasowi Paksasowi.
Były prezydent wystartował jako lider listy Porządku i Sprawiedliwości w wyborach europejskich w 2009. Po uzyskaniu mandatu w Parlamencie Europejskim przystąpił do nowo powołanej grupy pod nazwą Europa Wolności i Demokracji. Został też członkiem Komisji Petycji oraz Komisji Gospodarczej i Monetarnej. W 2014 z powodzeniem ubiegał się o reelekcję do Europarlamentu, uzyskując mandat deputowanego do PE VIII kadencji.
W październiku 2016, po słabym wyniku wyborczym Porządku i Sprawiedliwości (który nieznacznie tylko przekroczył próg 5%), zrezygnował z kierowania partią. W 2018 zrezygnował z członkostwa w partii, w 2019 nie utrzymał mandatu europosła.

## Odznaczenia
- Wielki Krzyż ze Złotym Łańcuchem Orderu Witolda Wielkiego (z urzędu, 2003)[15]
- Krzyż Komandorski Orderu Zasługi (Norwegia, 1998)[16]
- Order „Za zasługi” II klasy (Ukraina, 1998)[17]
- Krzyż Oficerski Orderu Zasługi Rzeczypospolitej Polskiej (Polska, 1999)[18]
- Order Trzech Gwiazd II klasy (Łotwa, 2001)[19]
- Wielki Łańcuch Orderu Infanta Henryka (Portugalia, 2003)[20]